# Kalahari Augrabies Extreme Marathon
Der Kalahari Augrabies Extreme Marathon ist ein siebentägiges, über circa 250 km gehendes Rennen, das im südafrikanischen Teil der Wüste Kalahari, nahe der Augrabies-Wasserfälle, stattfindet. Die Route führt durch den Augrabies Falls National Park, verschiedene private Wildparks, wie Khamkirri, Thorntree und Dabaras, sowie privates Farmland. Das gegensätzliche Umfeld, mit Temperaturen von über 40 Grad Celsius am Tag und weniger als 5 Grad Celsius in der Nacht, stellt eine enorme Herausforderung für die Athleten dar.
Bekannt als der „Big Daddy“ unter den südafrikanischen Läufen, ist der Kalahari Augrabies Extreme Marathon eine prestigeträchtige Veranstaltung mit internationalem Ruf.

## Strecke
Obwohl die Veranstaltung als 250-km-Lauf beworben ist, wird die Länge der Strecke abhängig vom Gelände, jedes Jahr anders festgelegt. Sie führt auf den historischen Spuren der Buschmänner, durch die Weinberge im Tal des Orange River, über felsiges Terrain und die Kalahariwüste. Die genaue Route erfahren die Teilnehmer immer erst einen Tag vor dem Rennen.

## Besonderheit
Der Kalahari Augrabies Extreme Marathon ist ein Qualifikationsrennen für den Ultra-Trail du Mont-Blanc.